# Olena Kostevîci
Olena Kostevîci (n. 14 aprilie 1985, Habarovsk, RSFS Rusă, URSS) este o trăgătoare de tir ce a reprezentat Ucraina, medaliată olimpică. A participat la 5 ediții ale Jocurilor Olimpice (2004, 2008, 2012, 2016, 2020) în care a câștigat o medalie de aur și două medalii de bronz.